# Euchalcia gerda
Euchalcia gerda là một loài bướm đêm trong họ Noctuidae.